# John Goss

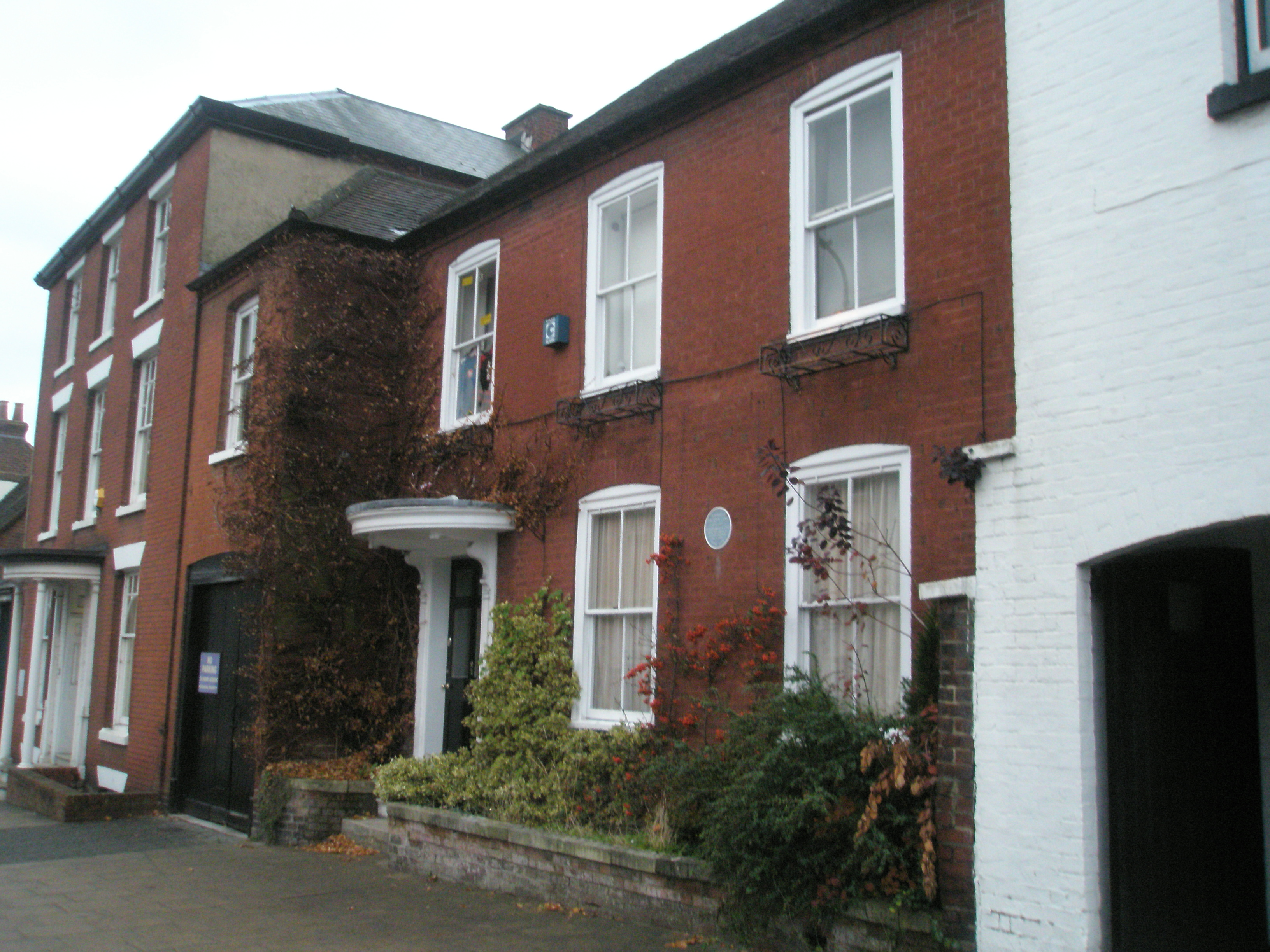
Casa de John Goss al barri de Brixton

John Goss (Londres, 27 de desembre de 1800 - Brixton barri de Londres, 10 de maig de 1880) fou un organista i compositor londinenc.
Fou infant de cor de la Capella Reial, llavors dirigida per John Stafford Smith, i acabà la seva educació musical amb Attwood al succeí com a organista en la Catedral de Saint Paul de Londres el 1838 i on tingué entre altres alumnes d'orgue a Frederick Bridge, a Charles Joseph Frost i a Jacob Bradford. Pels seus mèrits tingué l'honor de ser nomenat cavaller el 1872.
És autor de la valuosa obra Introducció a l'harmonia i va compondre un Te Deum i diverses antífones pel servei litúrgic de la catedral de Saint Paul, amb motiu de celebrar-se el restabliment de la salut del Príncep de Gal·les.